# Mañón
Mañón, also registered in the past as Maañón {{coor dms|43|46|09.10|N|7|41|08.09|Wlà một đô thị của Tây Ban Nha ở tỉnh A Coruña trong cộng đồng tự trị của Galicia.